# Ramularia heraclei
Ramularia heraclei är en svampart som först beskrevs av Cornelius Anton Jan Abraham Oudemans, och fick sitt nu gällande namn av Pier Andrea Saccardo 1886. Ramularia heraclei ingår i släktet Ramularia och familjen Mycosphaerellaceae.   Inga underarter finns listade i Catalogue of Life.